# Cyclocoagulation circulaire par ultrasons
La cyclocoagulation circulaire par ultrasons (ou procédure UC3) est une méthode thérapeutique pouvant être utilisée dans le cadre de la prise en charge de patients souffrant d'un glaucome.
Cette thérapie ophtalmologique non invasive est réalisée au moyen d'ultrasons focalisés de haute intensité (HIFU).

## Terminologie
La cyclocoagulation est une intervention qui fait partie des méthodes dites « cyclodestructives (en) » ou « de cycloaffaiblissement », qui visent à détruire partiellement le corps ciliaire et ainsi à réduire dans une certaine mesure la production d'humeur aqueuse, avec pour objectif la réduction de la pression intraoculaire (PIO) dont le niveau trop élevé est souvent corrélé à l'apparition et au développement d'un glaucome. La cyclo-coagulation est dite « circulaire » si la méthode thérapeutique permet de traiter le corps ciliaire en agissant sur toute la périphérie oculaire au moyen d'un dispositif circulaire.

## Indications
La procédure UC3 est une méthode actuellement proposée pour le traitement des glaucomes réfractaires, chez lesquels elle a démontré son intérêt clinique avec une efficacité sur la baisse de la PIO et surtout une tolérance significativement améliorée par rapport aux techniques invasives ou faisant appel au laser diode.
L’utilisation de cette technique récente, en raison de sa bonne tolérance, est à l’étude actuellement, pour être proposée en alternative à la chirurgie dans certains cas particulièrement indiqués.

## Description de la procédure
La procédure UC3 est ambulatoire et non invasive. Elle est réalisée au moyen d'une sonde de thérapie circulaire, disposée au contact du globe oculaire par l'intermédiaire d'un système de positionnement, et d'un module de commande informatisé. La sonde de thérapie, d'un diamètre d'environ 30 mm, comporte des éléments appelés transducteurs piézoélectriques, miniaturisés, capables de générer des faisceaux d'ultrasons focalisés de haute intensité. Ces faisceaux sont orientés précisément sur 6 segments du corps ciliaire, régulièrement répartis sur sa circonférence, où une coagulation douce est obtenue en quelques secondes,. Ces zones de coagulation correspondent à un segment de tissu amené à se nécroser et donc à perdre sa fonction de production de l'humeur aqueuse. L'essentiel de la production est toutefois préservé au niveau des segments non coagulés, mais cette méthode permet de réduire suffisamment la production d'humeur aqueuse pour abaisser de manière significative la tension oculaire.